# Chrysolina obsoleta
Chrysolina obsoleta é uma espécie de artrópode pertencente à família Chrysomelidae.